# IC 501/1
IC 501/1 је елиптична галаксија у сазвијежђу Рак која се налази на листи објеката дубоког неба у Индекс каталогу.
Деклинација објекта је + 24° 32' 16" а ректасцензија 8h 18m 47,5s. Привидна величина (магнитуда) објекта IC 501 износи 14,6 а фотографска магнитуда 15,6. IC 5011 је још познат и под ознакама CGCG 119-42, NPM1G +24.0147, PGC 23305.